# Kolossalt ymnigt tal
Inom talteorin är ett kolossalt ymnigt tal ett naturligt tal n som är jämnt delbart med ett stort antal andra tal, enligt en särskild definition. Ett tal kallas kolossalt ymnigt om det finns ε > 0 så att för alla k > 1 är
{\displaystyle {\frac {\sigma (n)}{n^{1+\varepsilon }}}\geq {\frac {\sigma (k)}{k^{1+\varepsilon }}}}
där σ betecknar sigmafunktionen.
De första kolossalt ymniga talen är:
2, 6, 12, 60, 120, 360, 2520, 5040, 55440, 720720, 1441440, 4324320, 21621600, 367567200, 6983776800, 160626866400, 321253732800, 9316358251200, 288807105787200, 2021649740510400, 6064949221531200, 224403121196654400, … (talföljd A004490 i OEIS)
Alla kolossalt ymniga tal är superymniga, men superymniga tal behöver inte vara kolossalt ymniga.